# 生シネスク
生シネスク（なまシネスク）は、日本のツイッタラクティブ映画トーク番組。シネマスクランブルから派生したUSTREAM番組である。スポンサーは2010年8月25日放送分まではテーブルマーク株式会社。2010年10月18日より2011年2月13日の放送分までシダックス株式会社。キャッチコピーは「ポロリもあるよ」。
「日本一当選しやすい抽選企画」を自称している。

## 出演者
レギュラー
- 鈴木裕史（癒し担当）
- 中井圭（まじめ担当）
- まつゆう*（ゆるゆる担当）

準レギュラー
- カトキチ1号2号（1号：末広栄二）
- テシマ社長
- 高田道代
- 鈴木旅歌

## スタッフ
- カメラ：大橋愛
- カメラ・抽選最終決定・プリント・AD：ゆりっぺ（まつゆう*によって命名された）

## その他

### カトキチとの連携
スポンサーが「カトキチ」ブランドで知られるテーブルマーク株式会社に決まったのは、生放送中にまつゆう*がスポンサーを呼びかけ、たまたま視聴していた同社の部長がその場で名乗りを挙げたという経緯がある。同部長は部下を伴い番組に「カトキチ1号2号」として出演することがある。プレゼントの提供や技術スタッフを受け持つこともある。尚、生放送中にまつゆう*が使用しているMacBookも同社提供であった。
テーブルマークの提供は2010年8月25日をもって終了となった。
番組開始当初から、鈴木裕史宅の自宅リビングより放送されていたが、この自宅からの放送はテーブルマークの提供終了とともに終了となった。

### タカタ祭り
2010年4月13日放送回において、映画「アリス・イン・ワンダーランド」の美人映画宣伝担当こと高田道代がゲストとして登場。その際に放送中のUstream上の画面から高田の顔をキャプチャーし、twitterのアイコンとして使用されてUstreamのTL上に現れたことから開始された。一つのアイコンから派生して増殖していき、一時期はTL上をタカタさんアイコンが埋め尽くす状態にもなった。便乗して格闘技ジム髙田道場主宰者高田延彦のアイコンや、お笑いタレント高田純次のアイコン、その他さまざまなアイコン「ら」が参加する盛大な祭りになった。

### 新スポンサーシダックスとの連携
テーブルマークによるスポンサーが終了となり、翌2010年9月1日からの放送では、中井圭の勤務先であるNECビッグローブの会議室や、中井圭自宅リビングなどからの放送が続いたが、2010年10月18日、シダックス株式会社による提供が決定。渋谷シダックスより放送が行われることとなった。
シダックスによる提供は番組名が『生シネ』と変更された2011年10月24日以降も継続されたが、2012年2月13日をもって終了し、渋谷シダックスからの放送もこの日の放送が最後となった。